# GDT
A Gene Dickirson Team (GDT) é uma empresa automobilística.
A companhia GDT criou o design, o desenvolvimento e a fabricação do GDT Speedster, um carro aberto de dois lugares com motor de Corvette 1994. Foi lançado oficialmente em 6 de fevereiro de 2000, após diversas reuniões da equipe que o desenvolveu. Estas reuniões ocorriam todos os domingos à tarde na oficina na cidade de Plymouth, Michigan, Estados Unidos. Este carro feito artesanalmente é direcionado aos colecionadores de carros esportivos de alta performance.

## Ligações Externas
- Sítio oficial (em inglês)